# Ньюїнгтон (Вірджинія)
Ньюїнгтон (англ. Newington) — переписна місцевість (CDP) в США, в окрузі Ферфакс штату Вірджинія. Населення — 13 223 особи (2020).

## Географія
Ньюїнгтон розташований за координатами 38°44′4″ пн. ш. 77°11′52″ зх. д. / 38.73444° пн. ш. 77.19778° зх. д. (38.734533, -77.197842).  За даними Бюро перепису населення США в 2010 році переписна місцевість мала площу 11,90 км², з яких 11,79 км² — суходіл та 0,12 км² — водойми.

## Демографія
Згідно з переписом 2010 року, у переписній місцевості мешкали 12 943 особи в 4347 домогосподарствах у складі 3434 родин. Густота населення становила 1087 осіб/км².  Було 4439 помешкань (373/км²).
Расовий склад населення:
| - 58,7 % — білих - 15,4 % — чорних або афроамериканців - 14,4 % — азіатів - 0,3 % — корінних американців - 0,1 % — вихідців з тихоокеанських островів - 5,3 % — осіб інших рас |

До двох чи більше рас належало 5,7 %. Частка іспаномовних становила 14,2 % від усіх жителів.
За віковим діапазоном населення розподілялося таким чином: 26,4 % — особи молодші 18 років, 66,2 % — особи у віці 18—64 років, 7,4 % — особи у віці 65 років та старші. Медіана віку мешканця становила 37,0 року. На 100 осіб жіночої статі у переписній місцевості припадало 95,3 чоловіків;  на 100 жінок у віці від 18 років та старших — 92,0 чоловіків також старших 18 років.
Середній дохід на одне домашнє господарство  становив 142 619 доларів США (медіана — 131 429), а середній дохід на одну сім'ю — 144 573 долари (медіана — 135 288). Медіана доходів становила 77 331 долар для чоловіків та 69 957 доларів для жінок. За межею бідності перебувало 4,6 % осіб, у тому числі 6,6 % дітей у віці до 18 років та 2,8 % осіб у віці 65 років та старших.
Цивільне працевлаштоване населення становило 7192 особи. Основні галузі зайнятості: публічна адміністрація — 19,5 %, науковці, спеціалісти, менеджери — 19,5 %, освіта, охорона здоров'я та соціальна допомога — 18,4 %.